# Quinquempoix
Quinquempoix é uma comuna francesa na região administrativa de Altos da França, no departamento de Oise. Estende-se por uma área de 5,86 km². Em 2010 a comuna tinha 323 habitantes (densidade: 55,1 hab./km²).